# Zakon Błogosławionej i Cudownej Maryi Panny

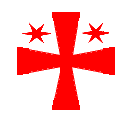
Symbol zakonu

Zakon Błogosławionej i Cudownej Maryi Panny – założony został w Bolonii przez Loderigo d’Andalo w 1233 r. i zaaprobowany przez Urbana IV w 1261 r.
W 1261 przejął majątek zlikwidowanego Zakonu Rycerzy Jezusa Chrystusa z Parmy. Jego członkowie potocznie byli nazywani Radosnymi Braćmi (łac. Frati Gaudenti), gdyż mieszkali w swoich domach i mogli posiadać rodziny. Składali oni jednak śluby czystości i przykładnego życia, angażowali się w działalność charytatywną oraz zachowanie pokoju w swoim regionie.
Zakon ten był pierwszym zakonem rycerskim, który przyjmował kobiety, nadając im tytuł rycerza (militissa). Członkiem zakonu był m.in. poeta średniowieczny Guittone d’Arezzo. Zakon rozprzestrzenił się do różnych miast włoskich, lecz z czasem zaczął upadać. Przetrwał najdłużej w samej Bolonii (do 1589 r.) i w Treviso (do 1737 r.).
Strój zakonny był koloru pomarańczowego.
Zakon został wspomniany na kartach Boskiej komedii Dantego, gdzie autor wypowiadał się o jego członkach negatywnie, zarzucając im hipokryzję.